# NGC 2678
NGC 2678 ist die Bezeichnung für einen offenen Sternhaufen im Sternbild Cancer. Das Objekt wurde am 15. März 1784 von Wilhelm Herschel entdeckt.